# Dukići
Dukići (cyr. Дукићи) – wieś w Bośni i Hercegowinie, w Republice Serbskiej, w gminie Milići. W 2013 roku liczyła 40 mieszkańców.